# Постранський Віталій Михайлович
Віталій Михайлович Постранський (нар. 2 серпня 1977, Тишківці, Івано-Франківська область, УРСР) — український футболіст, воротар.

## Біографія
У п'ятирічному віці переїхав до Львова. Закінчив Львівський медичний інститут, паралельно займаючись футболом.
Професійну кар'єру розпочав 1993 року у дрогобицькій «Галичині», після чого продовжив до 2000 року виступати за нижчолігові клуби Львівської області.
2001 року Віталій переїхав до Росії, де виступав за волгоградський «Ротор». У цьому клубі йому так і не зіграв за основний склад, але провів 10 матчів за дубль клубу в переможному для нього турнірі дублерів 2001 року, після чого повернувся на батьківщину в «Кривбас». Саме тут Віталій 21 липня 2001 року дебютував у матчах Вищої ліги в грі проти запорізького «Металурга», яку відстояв на нуль (0:0).
На початку 2002 року Постранський перейшов у полтавську «Ворсклу», у складі якої протягом трьох років був основним воротарем, зігравши в її складі 53 матчі в чемпіонаті.
Протягом 2005 року виступав за вищолігову «Волинь», провівши в її складі 20 матчів.
В 2006–2009 роках — гравець клубу «Металург» (Запоріжжя), після чого сезон виступав за азербайджанський «Сімург» (Закатала).
Протягом сезону 2010—11 років виступав за «Таврію».
У серпні 2011 знову підписав контракт з луцькою «Волинню», проте програв конкуренцію у воротах Віталію Недільку, не провівши за основну команду жодної гри. Через це вже в на початку 2012 року перейшов до луганської «Зорі», де також не мав основного місця в команді, програючи конкуренцію спочатку Ігорю Шуховцеву, а потім Кршевану Сантініу.
У 2014 році завершив кар'єру футболіста.